# Пирс, Франклин
Фра́нклин Пирс (англ. Franklin Pierce; 23 ноября 1804, Хилсборо, штат Нью-Гэмпшир — 8 октября 1869, Конкорд, штат Нью-Гэмпшир) — американский государственный, политический и военный деятель, Бригадный генерал. 14-й президент Соединённых Штатов Северной Америки в 1853—1857 годах, сторонник Юга и рабовладения, первый, родившийся в XIX веке. Является дальним родственником по линии матери 43-го президента США Джорджа Буша-младшего.

## Биография

### Юность и начало политической карьеры
Франклин Пирс родился 23 ноября 1804 года в Хилсборо, штат Нью-Гэмпшир, в семье губернатора и генерала революции Бенджамина Пирса. Франклин посещал Боудин-колледж, а получив юридическое образование, сразу пошёл в политику. В 25 лет уже был депутатом парламента Нью-Гэмпшира, четыре года спустя представлял свой штат в палате представителей, ещё четыре года спустя стал сенатором. Когда в 1846 году разразилась война против Мексики, Пирс добровольно пошёл в армию и в течение короткого времени прошёл путь от капрала до бригадного генерала. За время продвижения от Веракруса до Мехико он неоднократно проявлял храбрость. Падение с лошади лишило его кульминации военной карьеры. В 1850 году был президентом конвента, созванного для пересмотра конституции Нью-Гэмпшира.

### Супружеская жизнь
Джейн Пирс страдала депрессиями и туберкулёзом, сам Франклин был алкоголиком. Первый сын супругов Пирс умер в грудном возрасте, второй умер в четырёхлетнем возрасте от тифа, а младший погиб в возрасте 11 лет в железнодорожной катастрофе 9 января 1853 года незадолго до вступления Франклина Пирса в должность президента.

### Президентство
Президентские выборы 1852 года Франклин Пирс выиграл подавляющим большинством: 254 члена выборной коллегии отдали свои голоса за него и только 42 за кандидата от оппозиции партии вигов Уинфилда Скотта. Результат отражал упадок вигов, но только на первый взгляд можно было не понять, что и демократам грозил распад, и что среди населения они располагали лишь скудным большинством. Нарушая все условности своих предшественников, Пирс произносил свою речь без записей:
Я испытываю удовлетворение от того, что ни одно сердце, кроме моего собственного, не может чувствовать личного сожаления и горькой скорби, которые я испытываю от назначения на должность, которая бы больше подошла другим, в то время как я её мало желаю.
Президентство Пирса пришлось на время, которое ставило высокие требования к руководству в Белом доме. Разногласия между Севером и Югом по вопросу рабства, проблема заселения Нью-Мексико и Калифорнии, политика по отношению к индейцам, строительство железных дорог — все эти проблемы требовали скорейшего решения. Присутствие британцев в Центральной Америке наносило ущерб американским торговым и экономическим интересам и вызывало появление националистов различных оттенков, рыбаки в Новой Англии требовали доступа к канадским водоёмам, движение «Молодая Америка» призывало даже к радикальной экспансионистской политике на Карибском море и в Тихом океане.

### Внутренняя политика
Большинство лиц, которых Пирс в 1853 году назначил в свой кабинет, почти не имели политического опыта. Пост военного министра занимал его близкий доверенный Джефферсон Дэвис. Никакое другое событие во время президентства Пирса не потрясло внутреннее состояние Соединённых Штатов больше, чем закон Канзас — Небраска 1854 года, который предоставлял жителям обеих территорий решение о продолжении или запрещении рабства. «Компромисс Миссури 1820 года», который примирял соперничающие воззрения относительно географической линии, был, таким образом, фактически отменён. У президента, который во всех политических манёврах вставал на сторону фракции рабовладельцев (в ходе кризиса он снял с поста губернатора Канзаса, выступавшего против рабства), совершенно отсутствовало чутьё на необходимость компромиссной позиции. Обостряющиеся противоречия между северными и южными штатами имели не только внутренние, но и внешнеполитические последствия. Так, фракция рабовладельцев потребовала в Конгрессе территориального расширения в направлении юга, чтобы аннулировать отмену рабства в Мексике. Сам Пирс никогда не скрывал, что жаждет увеличения американской территории. Уже в инаугурационной речи он заявил, что его правительство не заботят боязливые пророчества, которые видят зло в американской экспансии. Большинство (среди них Джон Мейсон и Джеймс Бьюкенен) вышли из рядов радикального демократического крыла партии «Молодая Америка», члены которой пропагандировали экспансионизм.

### Внешняя политика и экспансионизм

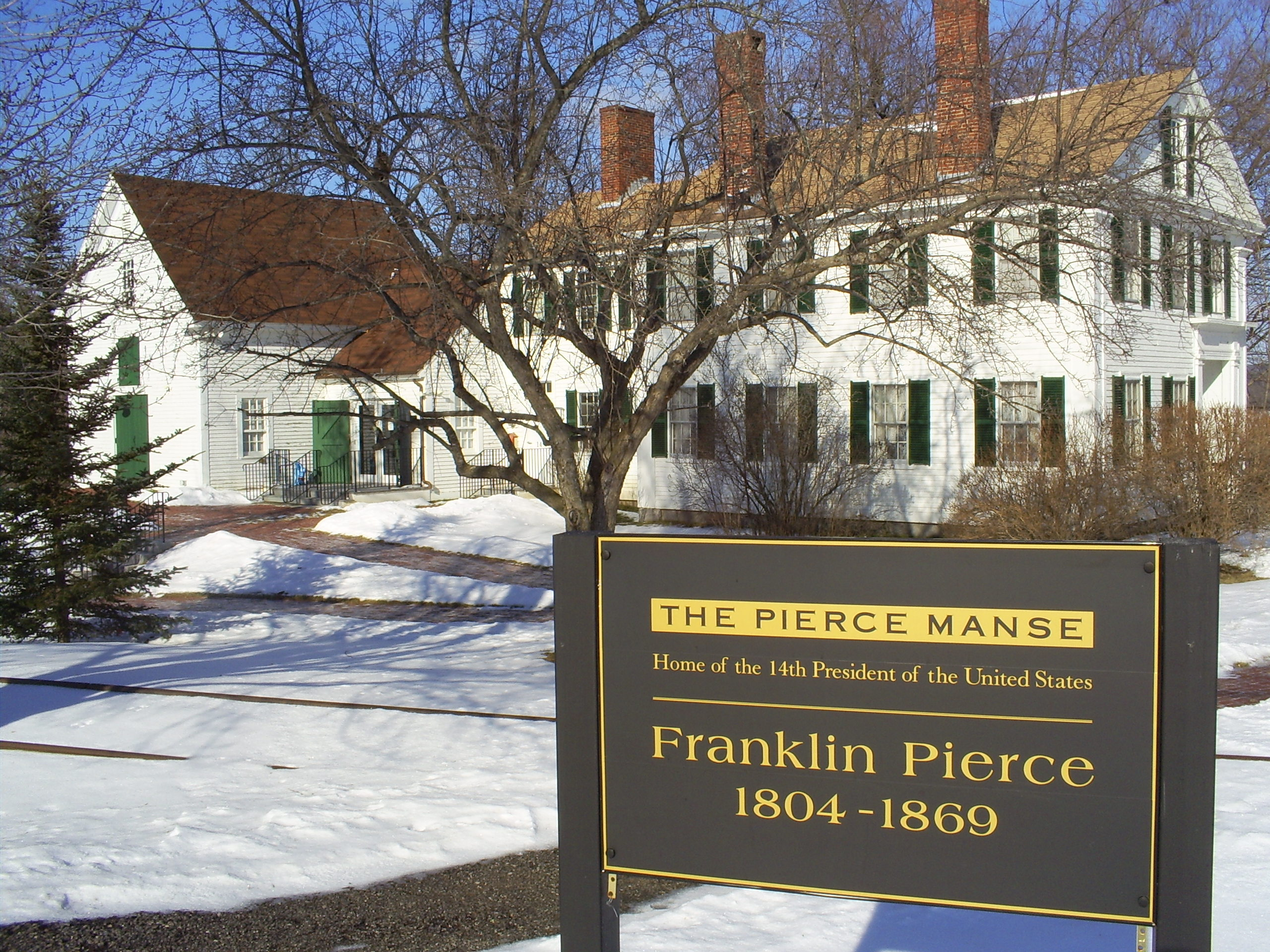
Дом Пирса (Конкорд (Нью-Гэмпшир))

Изданный в 1856 году закон, по которому каждый гражданин Соединённых Штатов, открывший незанятый остров с залежами гуано, мог требовать его для США, имел положительное влияние на экспансионистскую политику правительства. На сомнительной правовой основе к США были присоединены не менее 70 островов (среди них Мидуэй и Остров Рождества). Если измерять внешнюю политику Франклина Пирса по его притязанию на расширение территории США в духе идеологии «явного предначертания» Полка, то его политике не суждено было испытать больших успехов.
В 1854 году Испания без всякой правовой основы захватила американское судно «Блэк Уорриор», в США прошла волна возмущения. Пирс использовал это как повод для того, чтобы потребовать отделения Кубы от Испании. Американский посланник в Мадриде, Пьер Суле, без прикрытия со стороны Вашингтона поставил правительству в Мадриде краткосрочный ультиматум, в котором требовал смещения ведущих кубинских должностных лиц. Испанцы разгадали самовольную уловку Суле и не отреагировали на ультиматум. Вместо этого они заплатили компенсацию за конфискованный «Блэк Уорриор». В августе 1854 года Суле, Бьюкенен и Мейсон составили коммюнике — Остендский манифест, который требовал насильственного отделения Кубы от Испании, если испанцы не продадут остров добровольно. После того, как стало известно о тайном соглашении, резкие протесты возникли не только на севере Соединённых Штатов, но и в Европе. Пирс и его радикальные советники вынуждены были отступить. Самовольные действия дипломатов «Молодой Америки» полностью уничтожили шансы на возможную аннексию Кубы на долгие годы вперёд.
Таким же тяжёлым нагрузкам подверглись отношения с Великобританией. Поводом послужили события в Грейтауне, небольшой британской колонии на реке Сан-Хуан. После того как американский капитан убил чернокожего лоцмана, а один британец слегка поранил бутылкой адвоката американца, началась быстрая эскалация насилия. Правительство Пирса послала в Грейтаун военный корабль «Сайен». Его командир, капитан Холлинз, настаивал на извинении со стороны Британии и компенсации в размере 24 000 долларов. Когда британцы не уступили, Холлинз пригрозил бомбардировкой Грейтауна. Жители бежали. Вскоре Холлинз сровнял город с землёй. Граф Кларендон, британский министр иностранных дел, назвал эту акцию преступлением, которому нет равных в новейшей истории. «New York Tribune» характеризовал действия Холлинза, как ненужное, неоправданное, бесчеловечное применение военного насилия. Пирс непоколебимо защищал действия Холлинза в своём ежегодном послании к Конгрессу.
Отношения между США и Великобританией подверглись ещё больше испытаниям, когда две сомнительные личности, Генри Л. Кинни и Уильям Уокер, попытались реализовать свою мечту о власти и богатстве в Центральной Америке. Кинни приобрёл большой участок земли в Никарагуа, который якобы принадлежал «королю» индейцев племени москитос, человеку, чей титул был более чем сомнителен. Ловкий спекулянт продавал участки земли многим американским магнатам и членам правительства Пирса. В Лондоне опасались, что США используют авантюристов типа Кинни для экспансии в южном направлении. Ещё щекотливее, чем положение с Кинни, который в конце концов был выслан из Никарагуа, сложилось отношение администрации Пирса к Уильяму Уокеру, который в 1855 году создал в Никарагуа марионеточное правительство, сплотил вокруг себя недовольные народные массы и провозгласил восстановление рабства. Несмотря на предостережения министра иностранных дел, президент Пирс признал незаконно пришедшего к власти Уокера. Коалиция центральноамериканских государств расстроила все планы Уокера, и Пирсу не оставалось ничего, как быстро послать миссию для спасения Уокера, но тот ввязался в новую авантюру и был расстрелян в Гондурасе в 1860 году.

### Покупка Гэдсдена
Так называемая Покупка Гэдсдена (по имени торгового посредника Джеймса Гэдсдена), в результате которой США в 1853 году купили у Мексики узкую полоску земли, не нашла одобрения общественности. Территория, охватывающая 30 000 квадратных миль в сегодняшней Аризоне и Нью-Мексико, была столь скудна, что депутат Конгресса из Огайо лаконично признал, что «даже один волк не сможет там себя прокормить». Пирс надеялся провести через вновь приобретённые области трансконтинентальную железнодорожную трассу, чтобы таким образом экономически укрепить Юг. Но и эта цель не была осуществлена, строительство южной трассы осуществилось только во время гражданской войны.

## Итоги президентства
Когда Пирс в 1857 году прекратил политическую деятельность, лишь немногие современники горевали о нём. Вместо того, чтобы реагировать на проблемы своего времени, он посвятил себя обращённой назад, ориентированной на его предшественников политике, из-за которой натянутые отношения между Севером и Югом ещё больше обострились. «Кровавый Канзас» стал символом скандальной слабости его правительства. Вскоре, по истечении срока пребывания Пирса в должности президента, республиканский политик Чарльз Френсис Адамс писал сенатору из Массачусетса Чарльзу Самнеру, что можно только радоваться, что был такой президент, тяжёлые ошибки его администрации послужат уроком для преемников. Во время гражданской войны он отвергал освобождение рабов Линкольном как противоречащее конституции. Заклеймённый многими американцами как предатель, одинокий и ожесточённый, Пирс умер четыре года спустя после окончания войны, 8 октября 1869 года в Конкорде, Нью-Гэмпшир. Только полвека спустя был установлен памятник, который напоминает о нём.